# Woldouby
Woldouby (naissance vers 1890 - mort avant 1934) est un damiste sénégalais du début du XXe siècle. Il est connu pour avoir affronté et battu les meilleurs joueurs français de son temps durant un séjour à Paris en 1910. Il fait partie avec Baba Sy ou plus récemment Jean-Marc Ndjofang des joueurs de dames africains les plus connus, et ce bien que les joueurs de ce continent soient bien moins célèbres que leurs adversaires européens.

## Biographie
Les informations biographiques concernant Woldouby sont très rares en dehors de son séjour en France en 1910 - 1911. On ignore notamment où et quand il est né, et on sait juste qu'il est mort avant 1934. Il était peut-être marin.

### Séjour à Paris de 1910 - 1911
En 1910, Woldouby gagne de l'argent au jardin d'acclimatation en pariant aux dames face aux visiteurs. Il bat deux fois de suite Louis Barteling, pourtant l'un des meilleurs joueurs français. Celui-ci raconte alors sa défaite aux autres membres du club de Dames de Paris, et ceux-ci décident d'affronter Woldouby pour voir par eux-mêmes la force de Woldouby : tous, dont Stanislas Bizot, perdent au moins une partie et seul Isidore Weiss termine la rencontre avec un score positif. Woldouby a été invité à affronter de nouveau les plus forts joueurs français ; il participe également en 1911 au tournoi de dames de Paris, qu'il remporte en battant Marius Fabre en finale. D'une manière générale, seuls Isidore Weiss et Jack de Haas (en) ont fait jeu égal avec Woldouby sur la durée de son séjour ; Alfred Molimard, Marius Fabre ou Stanislas Bizot totalisant quant à eux plus de défaites que de victoires face à lui.

### Après 1911
Woldouby embarque vraisemblablement au Havre le 17 juin 1911 et ne donne plus de nouvelles à ses adversaires parisiens. Il aurait terminé sur le podium du championnat de dames du Sénégal en 1913, après cette date on perd sa trace.

## Style de jeu
Durant une partie, Woldouby prenait beaucoup moins de temps de réflexion que ses adversaires et s'endormait entre deux coups. Lors d'un match contre Jack de Haas, remporté par ce dernier, Woldouby utilisa dix minutes de temps de réflexion contre près de trois heures pour son adversaire. Ses adversaires ont appris à tirer avantage de cet écart de temps de réflexion entre eux et lui.
Bizot (Blancs) - Woldouby (Noirs)
|                                                                 | |    |    |    |    |    |    |    |    |
|                                                                 | \| \| \| \| \| \| \| \| \| \| \| \| \| \| \| \| \| \| \| \| \| \| \| \| \| \| \| \| \| \| \| \| \| \| \| \| \| \| \| \| \| \| \| \| \| \| \| \| \| \| \| \| \| \| \| \| \| \| \| \| \| \| \| \| \| \| \| \| \| \| \| \| \| \| \| \| \| \| \| \| \| \| \| \| \| \| \| \| \| \| \| \| \| \| \| \| \| \| \| \| \| \| \| \| \| \| \| \| \| \| |    |    |    |    |    |    |    |    |
|                                                                 | |    |    |    |    |    |    |    |    |
| Woldouby joue (21-26) et tombe dans le piège qui lui est tendu. | |    |    |    |    |    |    |    |    |
|                                                                 | 1 |    | 2  |    | 3  |    | 4  |    | 5  |
| 6                                                               | | 7  |    | 8  |    | 9  |    | 10 |    |
|                                                                 | 11 |    | 12 |    | 13 |    | 14 |    | 15 |
| 16                                                              | | 17 |    | 18 |    | 19 |    | 20 |    |
|                                                                 | 21 |    | 22 |    | 23 |    | 24 |    | 25 |
| 26                                                              | | 27 |    | 28 |    | 29 |    | 30 |    |
|                                                                 | 31 |    | 32 |    | 33 |    | 34 |    | 35 |
| 36                                                              | | 37 |    | 38 |    | 39 |    | 40 |    |
|                                                                 | 41 |    | 42 |    | 43 |    | 44 |    | 45 |
| 46                                                              | | 47 |    | 48 |    | 49 |    | 50 |    |

### Position Woldouby
Position Woldouby
|    | |    |    |    |    |    |    |    |    |
|    | \| \| \| \| \| \| \| \| \| \| \| \| \| \| \| \| \| \| \| \| \| \| \| \| \| \| \| \| \| \| \| \| \| \| \| \| \| \| \| \| \| \| \| \| \| \| \| \| \| \| \| \| \| \| \| \| \| \| \| \| \| \| \| \| \| \| \| \| \| \| \| \| \| \| \| \| \| \| \| \| \| \| \| \| \| \| \| \| \| \| \| \| \| \| \| \| \| \| \| \| \| \| \| \| \| \| \| \| \| \| |    |    |    |    |    |    |    |    |
|    | |    |    |    |    |    |    |    |    |
|    | |    |    |    |    |    |    |    |    |
|    | 1 |    | 2  |    | 3  |    | 4  |    | 5  |
| 6  | | 7  |    | 8  |    | 9  |    | 10 |    |
|    | 11 |    | 12 |    | 13 |    | 14 |    | 15 |
| 16 | | 17 |    | 18 |    | 19 |    | 20 |    |
|    | 21 |    | 22 |    | 23 |    | 24 |    | 25 |
| 26 | | 27 |    | 28 |    | 29 |    | 30 |    |
|    | 31 |    | 32 |    | 33 |    | 34 |    | 35 |
| 36 | | 37 |    | 38 |    | 39 |    | 40 |    |
|    | 41 |    | 42 |    | 43 |    | 44 |    | 45 |
| 46 | | 47 |    | 48 |    | 49 |    | 50 |    |

Le nom de Woldouby est essentiellement connu via la position Woldouby (et), dont l'origine n'est cependant pas claire : il pourrait s'agir d'une position apparue dans une partie contre Isidore Weiss et perdue par celui-ci, ou d'une position créée par Woldouby après qu'on lui a demandé un exemple de position trop complexe même pour les meilleurs joueurs. Cette position et des variantes ont été très particulièrement étudiées par des grands-maîtres.